# گیتی جمال
گیتی جمال (انگلیسی: Gitty Djamal؛ زادهٔ ۱۱ مه ۱۹۳۶) یک هنرپیشه ایرانی‌تبار اهل آلمان است.
از فیلم‌ها یا برنامه‌های تلویزیونی که وی در آنها نقش داشته‌است می‌توان به سه تفنگدار اشاره کرد.